# ワクチンブレイク
ワクチンブレイク（英:vaccine break）とは種々の原因によりワクチン接種を行ったにもかかわらず免疫が十分に賦活されず、通常のワクチンの効果が発揮されないこと。原因として、移行抗体による能動免疫誘導の阻害、強度のストレス、免疫抑制状態、体温異常、ホルモンバランスの異常などが挙げられる。